# Bretteville-Saint-Laurent

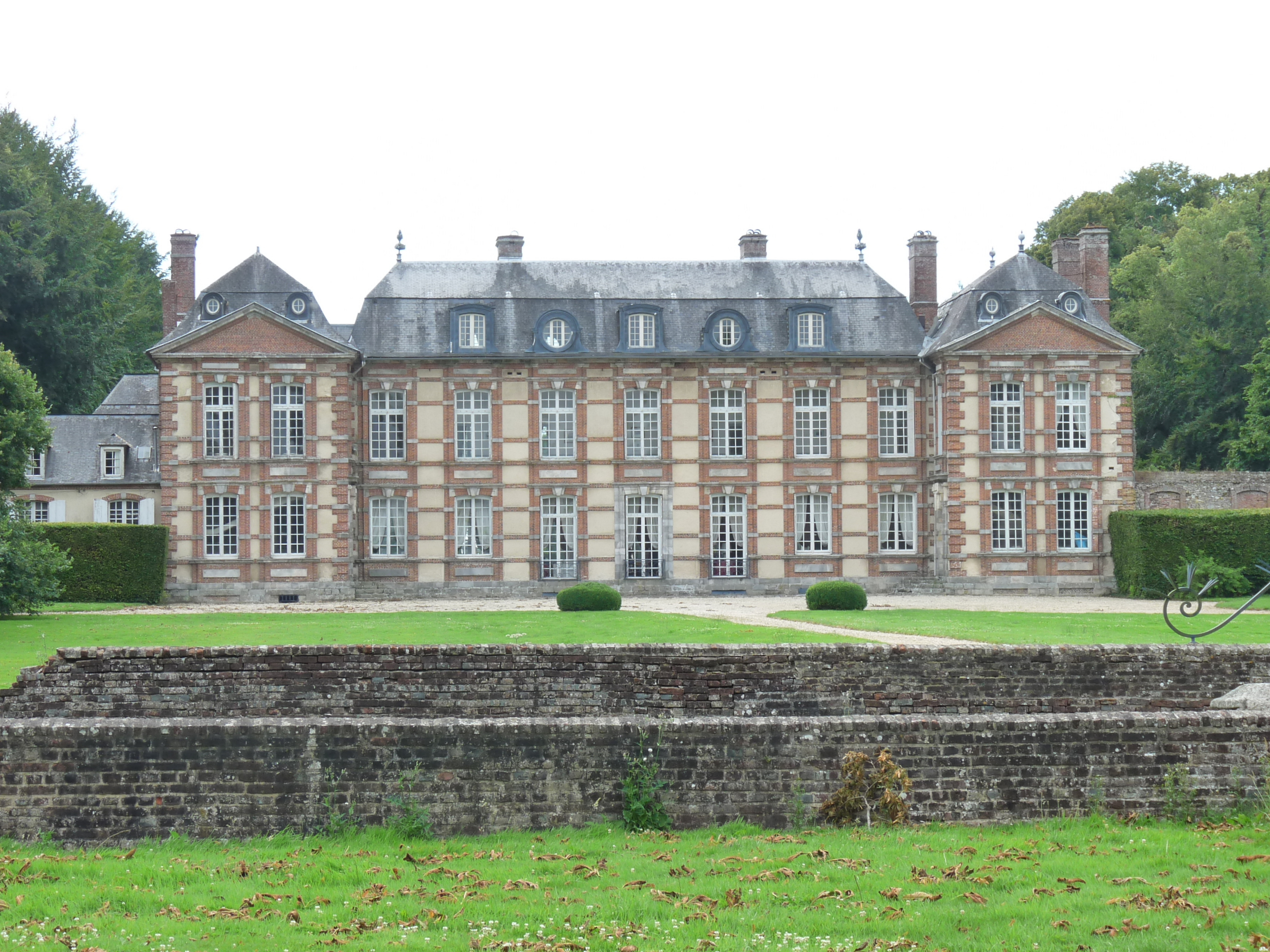
Kasteel

Bretteville-Saint-Laurent is een gemeente in het Franse departement Seine-Maritime (regio Normandië) en telt 183 inwoners (1999). De plaats maakt deel uit van het arrondissement Rouen.

## Geografie
De oppervlakte van Bretteville-Saint-Laurent bedraagt 4,0 km², de bevolkingsdichtheid is 45,8 inwoners per km².
De onderstaande kaart toont de ligging van Bretteville-Saint-Laurent met de belangrijkste infrastructuur en aangrenzende gemeenten.

## Demografie
Onderstaande figuur toont het verloop van het inwonertal (bron: INSEE-tellingen).

1. ↑  Populations de référence 2022.